# Mistrzostwa Oceanii U-20 w rugby union mężczyzn
Mistrzostwa Oceanii U-20 w rugby union mężczyzn – oficjalny międzynarodowy turniej rugby 7 o zasięgu kontynentalnym mający na celu wyłonienie najlepszej w Oceanii męskiej reprezentacji narodowej złożonej z zawodników do lat dwudziestu. Organizowany jest corocznie przez Oceania Rugby od roku 2015.

## Medaliści
| 2015 | Gold Coast     | Nowa Zelandia U-20 |               | Suva          | Fidżi U-20    |               |
| 2016 | Gold Coast     | Nowa Zelandia U-20 |               | Suva          | Fidżi U-20    |               |
| 2017 | Gold Coast     | Nowa Zelandia U-20 |               | Lautoka       | Fidżi U-20    |               |
| 2018 | Gold Coast     | Nowa Zelandia U-20 |               | Apia          | Tonga U-20    |               |
| 2019 | Gold Coast     | Australia U-20     |               |               |               |               |
| 2020 | Gold Coast     | nie rozegrano      | nie rozegrano | Apia          | Samoa U-20    |               |
| 2021 | Gold Coast     | nie rozegrano      | nie rozegrano | nie rozegrano | nie rozegrano | nie rozegrano |
| 2022 | Sunshine Coast | Nowa Zelandia U-20 |               | Nukuʻalofa    | Samoa U-20    |               |